# Miasmentheorien (Homöopathie)
Die Miasmenlehre ist eine in der Homöopathie und Alternativmedizin gelehrte pseudowissenschaftliche, subjektive Theorie zur Erklärung der Ursache chronischer Krankheiten. Sie wurde 1828 von Samuel Hahnemann erfunden.
Der Begriff stammt vom griechischen Wort Miasma (μίασμα), was mit übler Dunst, Verunreinigung, Befleckung übersetzt werden kann.
Die Miasmalehre wurde ab dem 19. Jahrhundert durch naturwissenschaftliche Ansätze wie die Infektiologie abgelöst und wird von der modernen evidenzbasierten Medizin zur Erklärung der Ursache chronischer Krankheiten nicht benutzt.

## Miasmentheorie nach Samuel Hahnemann
Samuel Hahnemann, der Begründer der Homöopathie, schrieb, dass er in seinen ersten praktischen Jahren der homöopathischen Behandlung die Erfahrung gemacht habe, dass bei chronisch kranken Patienten gewählte Mittel bis zu einem gewissen Punkt wirkten, aber die Symptome oder die Erkrankungen immer wiederkehrten, also nicht dauerhaft „geheilt“ waren:

„Das chronische Siechthum ließ sich durch alles dieß im Grunde nur wenig in seinem Fortgange vom homöopathischen Arzt aufhalten und verschlimmerte sich dennoch von Jahre zu Jahre. Dieß war und blieb der schnellere oder langsamere Vorgang solcher Kuren aller unvenerischen, beträchtlichen, chronischen Krankheiten, selbst wenn sie genau nach den Lehren der bis hierher bekannten homöopathischen Kunst geführt zu werden schien. Ihr Anfang war erfreulich, die Fortsetzung minder günstig, der Ausgang hoffnungslos.“

Dies veranlasste ihn, elf Jahre lang die Hintergründe dieser Problematik zu erforschen, sowohl in der seinerzeitlichen medizinischen Literatur als auch in seinen eigenen „Patientenjournalen“. Das, was er zu finden glaubte, war, dass Erkrankungen sich nicht alleine durch vordergründige Symptomatik zeigten, sondern dahinter ein Prozess arbeitete, der im Verborgenen für das erneute Aufflammen von Symptomen verantwortlich zu sein schien. Er schrieb

„… daß der homöopathische Arzt bei dieser Art chronischer Übel, ja bei allen (unvenerischen) chronischen Krankheitsfällen es nicht allein mit der eben vor Augen liegenden Krankheits-Erscheinung zu thun habe, sondern, daß er es immer nur mit einem abgesonderten Theile eines tief liegenden Ur-Übels zu thun habe, dessen großer Umfang in den von Zeit zu Zeit sich hervorthuenden neuen Zufällen sich zeige.“

Hinter diesem Phänomen vermutete er ein „Ur-Übel“, dessen Natur er nicht kannte.
Geleitet durch seine Meinung, dass die Wirkungen seiner bis dahin geprüften Arzneien durch einen Krätze-Ausschlag blockiert werden könnten und dass die meisten Erkrankungen auf einen Krätze-Ausschlag zurückzuführen wären, kam er zu folgender Formulierung:

„Diese Umstände, in Verbindung mit der Thatsache, dass unzählige Beobachtungen der Ärzte, so wie nicht selten meine eigenen Erfahrungen gelehrt hatten, wie auf durch böse Kunst unterdrückten oder durch andere Ereignisse von der Haut verschwundenen Krätz-Ausschlag chronische Leiden mit gleichen oder ähnlichen Symptomen, bei sonst gesunden Menschen, augenscheinlich gefolgt waren, konnten mir keinen Zweifel übrig lassen über den innern Feind, mit welchem ich es bei ihrer ärztlichen Behandlung zu thun hatte.“

Er meinte danach erkannt zu haben, dass alle chronischen Krankheiten ihren Ursprung in einem „Urübel“, einem Miasma hätten, der weitaus größte Teil davon dem „Miasma der Psora“ oder des „Krätzesiechtums“. Diese Vorstellungen wurden erstmals in seinem Lehrbuch Die chronischen Krankheiten…, das 1828 erschien, veröffentlicht. Damit begründete er die Miasmenlehre der homöopathischen Medizin. Den Begriff Miasma entnahm er seinerzeit gängiger medizinischer Literatur und deutete ihn nach eigenen Beobachtungen und Gedanken um.
Er schrieb, dass chronische Krankheiten „mit wenigen Ausnahmen, wahre Abkömmlinge einzig der vielgestaltigen Psora seyen. […] (wenn sie nicht zu den beiden venerischen Uebeln, der Syphilis und der Sycosis zu zählen […]“ seien.
Im ersten Band der „Chronischen Krankheiten“ stellte Hahnemann seine Beobachtungen ausführlich dar, während er in den folgenden vier Bänden die Symptomatik ihrer Arzneimittel ausführlich beschrieb, die er alle in Selbstversuchen getestet hatte. Hahnemann behauptete aufgrund seiner Beobachtungen, dass chronische Erkrankungen nicht mit jeder homöopathischen Arznei geheilt werden könnten, sondern nur durch einige tiefgreifende Arzneien (siehe Haltepunkt).
Die Miasmatheorie ist einer der umstrittensten Aspekte der Hahnemannschen Lehre, da sie insbesondere heutigen Erkenntnissen und Vorstellungen über Mikroorganismen direkt widerspricht. Zu Hahnemanns Zeiten war die Existenz von Mikroorganismen als Krankheitserreger noch nicht bekannt. Dennoch widerspricht seine Auffassung von Krankheit ihrer Existenz nicht. Allerdings hat schon Pasteur in seinen späten Schriften bekannt: „nicht der Erreger, sondern das Terrain ist dafür verantwortlich, ob eine Krankheit ausbricht oder nicht“. Die Miasmen könnte man als das Terrain bezeichnen. Viele Homöopathie-Schulen in Deutschland beharren jedoch darauf, dass eine miasmatische Behandlung unumgänglich ist, möchte man chronische Erkrankungen, die immer solchen akuten Erkrankungen zugrunde lägen, tatsächlich und endgültig heilen. Die Ausbildung in der Miasmenlehre erfordert viel Zeit. Nur die sorgfältige Fallaufnahme und Auswertung der Krankengeschichte eines Menschen, so die Meinung ihrer Vertreter, könne zum Heilungserfolg führen.

## Die Heilung der Psora
Hahnemann formulierte jedoch nicht nur eine Theorie, sondern auch deren praktische Umsetzung. Nach seiner Vorstellung war der psorische Ausschlag ein Stellvertreter für die innere Krankheit. Ziel der Therapie war es, den psorischen Ausschlag (als Symptom der sogenannten psorischen Dyskrasie) wiederherzustellen und dann zu heilen. Er schrieb:

„In ihrem vollkommnen Zustande nämlich, das ist, so lange der das innere Siechthum beschwichtigende, ursprüngliche Ausschlag auf der Haut noch vorhanden ist, lässt sich die ganze Krankheit, die Psora, am leichtesten, schnellsten und sichersten heilen.
Ist sie aber durch Vernichtung dieses anfänglichen Haut-Ausschlags, welcher für das innere Siechthum stellvertretende Kraft besitzt, beraubet worden, so ist die Psora in den naturwidrigen Zustand versetzt, einseitig bloß die innern, feinsten Theile des ganzen Organismus zu beherrschen und ihre sekundären Symptome entwickeln zu müssen.“

Dieser Hautausschlag hat Ventilfunktion für die gesamte chronische Krankheit und muss am Endpunkt der Behandlung stehen, egal um welche chronische Krankheit es sich handelt. Erst die Ausheilung dieses Hautausschlages führt zur echten Heilung.

## Der Haltepunkt nach James Compton Burnett
Der englische Arzt und Homöopath James Compton Burnett war der Meinung, dass nicht alle Arzneien in der Lage sind miasmatische Erscheinungen zu behandeln. Er schrieb:

„Der Haltepunkt der Wirkung eines Mittels ist jener Punkt in einem krankhaften Prozess, hinter den es nicht gehen kann. So ist es bei der Behandlung der Nagel-Pneumonie mit Phosphor (Eine Lungenentzündung die aufgrund des Eindringens eines Fremdkörpers – hier ein Nagel – in die Lunge entstanden ist):
Die Wirkung von Phosphor erschöpft sich, oder wird gestoppt an dem Punkt, wo der Nagel ist, der Nagel ist der Haltepunkt. Bei einer Mikroben-Pneumonie ist da der Haltepunkt, wo die Mikroben wirksam sind.
Deswegen müssen wir in Bezug auf den Bereich der Mittelwirkung überlegen, ob sie auch den Bereich der Krankheitswirkung umfasst und ob sie bis zum Ende reicht, also von Anfang bis Ende genau entsprechend war, oder ob sie nur einen Teil des Weges gehen kann. Wenn sie nur einen Teil des Weges gehen kann, nenne ich den Ort, an dem sie endet, den Haltepunkt, oder den Punkt, an dem die Wirkung gestoppt wird, oder sich erschöpft.“

## Miasmentheorie nach John Henry Allen
Der amerikanische Homöopath John Henry Allen beschrieb die Sykose ausführlich in seinem Buch Die chronischen Miasmen und brachte unter der Bezeichnung „Pseudopsora“ seine Beobachtung bezüglich der Tuberkulose in die miasmatische Therapie ein. Die Pseudopsora wurde später als eigenständiges Miasma angesehen und als „Tuberkulinie“ bezeichnet.
Schon Samuel Hahnemann nahm an, dass die Pockenimpfung (er war ein Zeitgenosse von Edward Jenner, dem Erfinder der Pockenimpfung) bei den Menschen eine „Sykose“ auslösen könne.
Bei Allen findet man auch zum ersten Mal die Behauptung, dass Miasmen auf dem Vererbungswege weitergegeben und nicht nur selbst erworben würden.
Er beschrieb auch die Mischung der Miasmen, und das Vorgehen diese Mischung zu lösen:

„Wo … die gemischten Miasmen zugegen sind, ist es notwendig die Reihenfolge oder Ordnung ihrer Entfaltung zu verstehen. Eines ist für gewöhnlich aktiv und hält das andere im Zustand der Untätigkeit.“

## Therapie der gemischten Miasmen nach John Henry Allen
„Deshalb können wir den Schluss ziehen, dass die Symptome für die erste Mittelwahl um das aktive Miasma gruppiert werden sollten; die zweite Auswahl müsste die latenten Miasmen decken, die nun von dem aktiven Miasma, auf welches wir unsere erste Verordnung stützten, aufgestört oder in Tätigkeit gebracht wurden.“

„Die Bindung zweier Miasmen kann nur durch eine Verschreibung, welche die Gesamtheit der Symptomengruppe des (aufgestörten oder) aktiveren Miasmas trifft, auseinandergebrochen werden.“

„Nicht selten sind wir in diesen Fällen gemischter Miasmen gezwungen, eine Auswahl des Mittels auf drei bis fünf Symptomen zu treffen, und alle anderen zu ignorieren. Erst wenn dieses Mittel das System in den passenden oder richtigen Zustand gebracht hat, dann können alle die Symptome, die verworfen wurden in Betracht gezogen und eine zweite Verschreibung gemacht werden. Dies gilt besonders dann, wenn Unterdrückungen vorliegen oder wo sich aufgrund von Unterdrückungen oder schlechter Behandlung sekundäre Prozesse entwickeln.“

## Miasmentheorie nach Proceso Sánchez Ortega
Der mexikanische Arzt und Homöopath Proceso Sánchez Ortega beschrieb in seinem Buch „Anmerkungen zu den Miasmen oder chronischen Krankheiten im Sinne Hahnemanns“ eine Miasmentheorie, welche vereinfacht alle Erscheinungen unter dem Gesichtspunkt der Prinzipien von Unterfunktion (Psora), Überfunktion (Sykose) und Fehlfunktion (Syphilis) beschreibt. In seinem Denkmodell behauptet er, dass es sich bei den Miasmen nicht um ererbte, sondern um konstitutionsbedingte Schwächen handelt die auch als zellpathologische Störungen auftreten.

## Miasmentheorie nach Rajan Sankaran
Nach der Miasmentheorie des indischen Homöopathen Rajan Sankaran gibt es vier Hauptmiasmen (Akut, Psora, Sykose und Syphilis) sowie sechs Zwischenformen (Lepra, Krebs, Malaria, Ringworm, Tuberkulose und Typhus). Bei Sankarans zehn Miasmen handelt es sich um Muster der Fehlwahrnehmung des Einzelnen und die Auseinandersetzung des Organismus mit sich und seiner Umwelt, die am Beispiel ausgewählter Krankheiten modellhaft beschrieben werden. Sankaran glaubt, dass eine Übertragung der Miasmen durch die Mutter während der Schwangerschaft oder durch die zeugenden Eltern erfolgt.

## Miasmentheorie nach Alfonso Masi-Elizalde
Der argentinische Arzt und Homöopath Alfonso Masi-Elizalde betrachtet die Miasmen als existenzielle Grundhaltungen, die innerhalb jedes einzelnen Arzneimittelbildes bestehen. Nach Masi-Elizalde Interpretation gibt es etliche Parallelen zwischen den Werken Samuel Hahnemanns und den von Thomas von Aquin, besonders dessen Summa theologica, zu entdecken. Er sah in diesen Schriften einen Aspekt des Transzendenten, der eng mit der Anwesenheit von Gesundheit und Krankheit einhergeht. Für ihn liegt deshalb die Ursache bzw. Bedingung für eine Erkrankung darin, dass die Menschen ihr transzendentes Ziel aus dem Sinn verlieren.
Er definiert dabei dynamische Miasmenphasen (primäre, sekundäre, tertiäre Psora), wobei er den Miasmenbegriff Psora anders als Hahnemann gebraucht. Er spricht dabei von einem die Vorstellungskraft beschmutzenden Fleck. Die primäre Psora entspricht einer verzerrten Wahrnehmung. In der sekundären Psora sollen sich Angst, Unzulänglichkeiten sowie Unsicherheiten einstellen. Die tertiäre Psora, die in drei Formen (Egolyse, Alterolyse, Egotrophie) auftreten kann, wird mit Überkompensation, Verleugnung oder mit Aggressiv-Schuld zuweisender, zerstörender Haltung beschrieben. In dieser Phase treten auch verschiedenste Organveränderungen bzw. Erkrankungen hervor. Da bei den Miasmenphasen Übergangsformen wahrscheinlich sind, erfolgt bei dieser Methode die homöopathische Arzneimittelwahl vorrangig unter Zugrundelegung der primären Psora.

## Miasmentheorie nach Peter Gienow
Das dynamisch-miasmatische Modell von Peter Gienow knüpft an die letzte Schaffensperiode von Samuel Hahnemann an, die geprägt war von der Auseinandersetzung mit den chronischen Krankheiten.
Unter Einbeziehung der Theorien der „Arzneikrankheit“ (Hahnemann) und der „Ur-Organerkrankung“ (Rademacher), sowie alchemistischer Erkenntnisse u. a. von Paracelsus entwickelte Peter Gienow eine Theorie zum Verständnis von Krankheit und Heilung.
Mit Hilfe der auftretenden Heilreaktionen und Kenntnis der Heilwege wird versucht das aktive Miasma zu bestimmen.
Durch die Gabe der gewählten Arznei, unter Berücksichtigung des Haltepunktes (Burnett), soll es möglich sein die Heilreaktionen zu lenken, zu begleiten und im Bedarfsfall eingreifend zu korrigieren. Das „dynamisch-miasmatische Modell“ soll dem Arzt ein Werkzeug an die Hand geben, mit dem die Zusammenhänge der sieben Miasmen und ihre jeweils entsprechenden Heilwege eingeschätzt werden können. Das Ziel ist die Therapie des aktiven Miasmas und Aufdeckung eventuell sich dahinter verbergender anderer Miasmen, wodurch der Therapieverlauf in der Praxis wesentlich erleichtert werden soll.
Aus den Beobachtungen der Heilungsverläufe innerhalb des miasmatischen Modells führte er neue Begriffe in die Miasmatik ein:
Lepra-Modell der Heilung; Miasmenbahnung; Miasmensplitting(-spaltung); Spiegelmiasma; spiegelmiasmatische Beziehungen.
Die Abläufe innerhalb der Miasmatik unterliegen drei „Gesetzen“ (Anziehung, Ausgleich und Abstoßung), die sich auf drei Krankheitsebenen manifestieren können. Diese folgen ebenfalls dem gleichen Muster (Anziehung; Ausgleich; Abstoßung).
Die „Sykose“ Hahnemanns würde z. B. nach Gienows Definition eine Erkrankung des Gesetzes der Anziehung auf der Ebene der Abstoßung sein.
Mit seiner Vorgehensweise versucht er die Erkrankungen so zu transformieren, dass sie auf der psorischen Ebene (Gesetz der Anziehung auf der Ebene der Anziehung) ausgeschieden oder in der Skrophulose verstoffwechselt werden können.

## Historische Einordnung
In der traditionellen Medizin ging die Miasmentheorie davon aus, dass aus der Erde aufsteigende Dünste aus verwesenden Tieren und verrottenden Pflanzen für das Auftreten von Seuchen verantwortlich seien. Mit dem Auftreten der Cholera in Europa an Beginn der 1830er Jahre kam es zu einer lang währenden wissenschaftlichen Auseinandersetzung zwischen den Kontagionisten, die eine Ansteckung von Mensch zu Mensch annahmen, und den Antikontagionisten, welche unter anderem in Miasmen die Ursache sahen. Die Kontroverse endete durch die Entdeckung der mikrobiellen Erreger der Seuchen durch Robert Koch, Louis Pasteur und andere und in der Folge durch die Entwicklung der modernen Infektiologie.